# Rolnictwo precyzyjne
Rolnictwo precyzyjne – gospodarowanie wspomagane komputerowo, oparte głównie na gromadzeniu danych o przestrzennym zróżnicowaniu plonów w obrębie pola. Rejestracja wielkości plonu w miejscu pola o dokładnie określonych współrzędnych odbywa się w kombajnie zbożowym wyposażonym w miernik plonów oraz w oparciu o satelitarny referencyjny system globalnego pozycjonowania (ang. DGPS, Differential Global Positioning System). Dane te, po przeniesieniu do komputera wyposażonego w odpowiednie oprogramowanie, przetwarzane są w barwną mapę plonów, której analiza i interpretacja stanowią najistotniejszy element tej technologii. Na podstawie mapy plonów stosuje się wybiórczo zabiegi nawożenia i ochrony roślin polegające na tym, że te części pola, które mogą wydać większy plon otrzymują odpowiednio dostosowane do niego wyższe nawożenie i intensywniejszą ochronę roślin, natomiast te, które mają mniejszy potencjał plonotwórczy – otrzymują odpowiednio mniej. Używa się do tego celu maszyn do precyzyjnej aplikacji agrochemikaliów. Koncepcja rolnictwa precyzyjnego zapewnia uzyskiwanie większych plonów wyższej jakości, obniżenie kosztów produkcji oraz ograniczenie skażenia środowiska.